# Kónya László (költő)
Kónya László (Nagyenyed, 1914. július 21. – Nagyenyed, 1993. november 9.) református lelkipásztor, erdélyi magyar költő.

## Életútja
Középiskolát a Bethlen Gábor Kollégiumban végzett (1933), a kolozsvári Református Teológián szerzett diplomát (1938). Tanulmányait Strasbourgban egészítette ki s nyugalomba vonulásáig lelkipásztor. Hang és visszhang (Nagyenyed, é.n.) c. verseskötete elé Reményik Sándor írt előszót, üdvözölve a fiatal költő első szárnycsapásait, aki "a maga városáról, a világ drága »közepéről« tud sajátos hangot hallatni, aki »hajnali szózattal« hirdeti a mi lefokozott életlehetőségeink tudatos vállalását, aki az »örök vőlegénység« tisztult érzését bár egy pillanatig magáévá tudja tenni..." Útleírásait, tanulmányait, költeményeit az Enyedi Hírlap, Ifjú Erdély, Pásztortűz, Református Szemle közölte, szerepel Berde Mária Istenes énekek (Nagyvárad, 1939) c. versantológiájában.
Több lírai szerzeményét Fövenyessy Bertalan és Szőcs Sándor zenésítette meg.

## Kötetei
- Hang és visszhang, Nagyenyed, é.n.
- Múlt és jövő. Szerkesztette Lozsádiné Kónya Klára, Marosvásárhely, 2017, magánkiadás.